# Polska na Zimowej Uniwersjadzie 2009
Polskę na Zimowej Uniwersjadzie w Harbinie będzie reprezentowało zawodników. Kadra została oficjalnie ogłoszona 4 lutego 2009.

## Medale

### Złoto
- Katarzyna Karasińska - Narciarstwo alpejskie, slalom
- Konrad Niedźwiedzki, Sławomir Chmura, Sebastian Druszkiewicz - Łyżwiarstwo szybkie, bieg drużynowy mężczyzn

### Srebro
- Konrad Niedźwiedzki - łyżwiarstwo szybkie, 1000 metrów
- Konrad Niedźwiedzki - łyżwiarstwo szybkie, 1500 metrów
- Marcin Bocian - snowboard, snowboardcross
- Marcin Bachleda - skoki narciarskie, skocznia normalna

### Brąz
- Luiza Złotkowska - łyżwiarstwo szybkie, 3000 metrów
- Luiza Złotkowska - łyżwiarstwo szybkie, 5000 metrów
- Karolina Sztokfisz - snowboard, slalom równoległy
- Katarzyna Karasińska - narciarstwo alpejskie, slalom gigant
- Aleksandra Kluś - narciarstwo alpejskie, slalom
- Agnieszka Grzybek - biathlon, sprint
- Weronika Nowakowska-Ziemniak - biathlon, bieg pościgowy
- Luiza Złotkowska, Natalia Czerwonka, Ewelina Przeworska - łyżwiarstwo szybkie, bieg drużynowy kobiet

## Kadra

### Narciarstwo alpejskie
| Zawodnik                   | Uczelnia               | Konkurencja   | Miejsce |
| Maciej Bydliński           | AZS Katowice           | zjazd         | 7       |
| Maciej Bydliński           | AZS Katowice           | supergigant   | 14      |
| Maciej Bydliński           | AZS Katowice           | slalom gigant | 9       |
| Maciej Bydliński           | AZS Katowice           | slalom        | 11      |
| Agnieszka Gąsienica-Daniel | AZS Katowice           | slalom gigant | DNF     |
| Agnieszka Gąsienica-Daniel | AZS Katowice           | slalom        | DNF     |
| Katarzyna Karasińska       | Uniwersytet Wrocławski | slalom gigant | 3       |
| Katarzyna Karasińska       | Uniwersytet Wrocławski | slalom        | 1       |
| Aleksandra Kluś            | AZS Kraków             | slalom gigant | 6       |
| Aleksandra Kluś            | AZS Kraków             | slalom        | 3       |

- Trener:  Jan Bisaga
- Trener:  Jerzy Witowski

### Biathlon
| Zawodnik                                                    | Uczelnia           | Konkurencja              | Miejsce |
| Paulina Bobak                                               | AZS Katowice       | sprint                   | 7       |
| Paulina Bobak                                               | AZS Katowice       | bieg pościgowy           | 11      |
| Paulina Bobak                                               | AZS Katowice       | bieg ze startu wspólnego | 14      |
| Krystyna Pałka                                              | AZS Katowice       | sprint                   | 4       |
| Krystyna Pałka                                              | AZS Katowice       | bieg pościgowy           | 13      |
| Krystyna Pałka                                              | AZS Katowice       | bieg ze startu wspólnego | 9       |
| Agnieszka Grzybek                                           | Uniwersytet Śląski | sprint                   | 3       |
| Agnieszka Grzybek                                           | Uniwersytet Śląski | bieg pościgowy           | 5       |
| Agnieszka Grzybek                                           | Uniwersytet Śląski | bieg ze startu wspólnego | 8       |
| Weronika Nowakowska-Ziemniak                                | AZS Katowice       | sprint                   | 13      |
| Weronika Nowakowska-Ziemniak                                | AZS Katowice       | bieg pościgowy           | 3       |
| Weronika Nowakowska-Ziemniak                                | AZS Katowice       | bieg ze startu wspólnego | 7       |
| Magdalena Nykiel                                            | AZS Wrocław        | bieg indywidualny        | 8       |
| Magdalena Nykiel                                            | AZS Wrocław        | sprint                   | 6       |
| Magdalena Nykiel                                            | AZS Wrocław        | bieg pościgowy           | 8       |
| Magdalena Nykiel                                            | AZS Wrocław        | bieg ze startu wspólnego | 13      |
| Łukasz Witek                                                | AZS Katowice       | bieg indywidualny        | 10      |
| Łukasz Witek                                                | AZS Katowice       | sprint                   | 30      |
| Łukasz Witek                                                | AZS Katowice       | bieg pościgowy           | 29      |
| Łukasz Witek                                                | AZS Katowice       | bieg ze startu wspólnego | 17      |
| Sebastian Witek                                             | AZS Katowice       | sprint                   | 29      |
| Sebastian Witek                                             | AZS Katowice       | bieg pościgowy           | 19      |
| Sebastian Witek                                             | AZS Katowice       | bieg ze startu wspólnego | 18      |
| Grzegorz Bril                                               | AZS Katowice       | bieg indywidualny        | 31      |
| Grzegorz Bril                                               | AZS Katowice       | sprint                   | 16      |
| Grzegorz Bril                                               | AZS Katowice       | bieg pościgowy           | 20      |
| Grzegorz Bril                                               | AZS Katowice       | bieg ze startu wspólnego | 26      |
| Paulina Bobak Magdalena Nykiel Łukasz Witek Sebastian Witek |                    | sztafeta mieszana        | 5       |

- Trener:  Jerzy Szyda
- Trener:  Roman Bondaruk
- Serwisment:  Michał Cyl
- Serwisment:  Jewgienij Durkin

### Łyżwiarstwo figurowe
| Zawodnik            | Uczelnia     | Konkurencja | Miejsce |
| Przemysław Domański | AZS Katowice | soliści     | 18      |

- Trener:  Maria Domagała

### Curling
Polska zagrała po raz pierwszy w historii w curlingu.
| Zawodnik          | Uczelnia                         | Konkurencja       | Miejsce |
| Maria Kluś        | Szkoła im.Stefana Wyszyńskiego   | turniej drużynowy | 10      |
| Magdalena Muskus  | AZS Katowice                     | turniej drużynowy | 10      |
| Magdalena Szyszko | AZS Katowice                     | turniej drużynowy | 10      |
| Joanna Waryszak   | AZS Katowice                     | turniej drużynowy | 10      |
| Katarzyna Wicik   | Uniwersytet Medyczny w Warszawie | turniej drużynowy | 10      |

- Trener:  Markku Uusipaavalniemi

#### Mecze
Faza wstępna
| Polska            | 5 : 10 | Czechy          |
| Polska            | 8 : 5  | Japonia         |
| Korea Południowa  | 9 : 5  | Polska          |
| Chiny             | 13 : 3 | Polska          |
| Kanada            | 7 : 5  | Polska          |
| Stany Zjednoczone | 8 : 5  | Polska          |
| Polska            | 1 : 11 | Rosja           |
| Szwecja           | 8 : 0  | Polska          |
| Polska            | 5 : 10 | Wielka Brytania |

### Biegi narciarskie
| Zawodnik             | Uczelnia                | Konkurencja | Miejsce |
| Wojciech Biskup      | AZS Kraków              |             |         |
| Kamil Fundanicz      | AZS Katowice            |             |         |
| Grzegorz Kucek       | AZS Kraków              |             |         |
| Mariusz Michałek     | ?                       |             |         |
| Krzysztof Stec       | AZS Katowice            |             |         |
| Agnieszka Szymańczuk | AZS Katowice            |             |         |
| Magdalena Ligocka    | Sportowy Koledż w Wiśle |             |         |
| Marcela Marcisz      | AZS Katowice            |             |         |
| Anna Staręga         | AZS Katowice            |             |         |

- Trener:  Jan Klimko
- Trener:  Urszula Migdał
- Serwisment:  Mariusz Hluchnik
- Masażysta:  Adam Kwak

### Short track
| Zawodnik             | Uczelnia                | Konkurencja | Miejsce |
| Aida Bella           | Politechnika Opole      | 1500 metrów | 18      |
| Łukasz Fabiański     | Politechnika Opole      | 1500 metrów | 39      |
| Łukasz Fabiański     | Politechnika Opole      | 500 metrów  | 31      |
| Jakub Jaworski       | Uniwersytet Białostocki | 1500 metrów | 25      |
| Jakub Jaworski       | Uniwersytet Białostocki | 500 metrów  | 25      |
| Dariusz Kulesza      | AZS Białystok           | 1500 metrów | 34      |
| Dariusz Kulesza      | AZS Białystok           | 500 metrów  | 6       |
| Patrycja Maliszewska | AZS Białystok           | 1500 metrów | 31      |
| Patrycja Maliszewska | AZS Białystok           | 500 metrów  | 18      |
| Rafał Piórecki       | AZS Supraśl             | 1500 metrów | DQ      |
| Rafał Piórecki       | AZS Supraśl             | 500 metrów  | 20      |
| Karolina Regucka     | AZS Białystok           | 1500 metrów | 25      |
| Karolina Regucka     | AZS Białystok           | 500 metrów  | 17      |
| Anna Romanowicz      | AZS Białystok           | 1500 metrów | 21      |
| Anna Romanowicz      | AZS Białystok           | 500 metrów  | 28      |
| Malwina Zawada       | Politechnika Opole      | 500 metrów  | 26      |

- Trener:  Uladzimir Cheliadziński
- Trener:  He Yang
- Fizjoterapeuta:  Tomasz Sadowski

Bartosz Konopko zrezygnował ze startu na uniwersjadzie z powodu kontuzji (złamanie ręki).

### Snowboard
| Zawodnik                 | Uczelnia                   | Konkurencja       | Miejsce |
| Mateusz Adamski          | AZS Katowice               | slalom równoległy | 23      |
| Marcin Bocian            | SGGW w Warszawie           | snowboardcross    | 2       |
| Agata Buga               | Uniwersytet Warszawski     | snowboardcross    | 11      |
| Jakub Dytkowski          | Politechnika Gliwice       | halfpipe          | 9       |
| Andrzej Gąsienica-Daniel | Szkoła Handlowa w Krakowie | slalom równoległy | 15      |
| Karolina Jasion          | Uniwersytet Krakowski      | slalom równoległy | DNF     |
| Mariusz Kołodziejczak    | AZS Katowice               | slalom równoległy | 16      |
| Mateusz Ligocki          | AZS Kraków                 | snowboardcross    | 9       |
| Michał Ligocki           | AZS Kraków                 | halfpipe          | 4       |
| Paulina Ligocka          | AZS Katowice               | halfpipe          | 6 *     |
| Jan Poniński             | AZS Poznań                 | snowboardcross    | 11      |
| Magdalena Pasko          | AZS Katowice               | slalom równoległy | 10      |
| Barbara Stachoń-Tutoń    | Szkoła Handlowa w Krakowie | slalom równoległy | 6       |
| Karolina Sztokfisz       | Szkoła Bankowa w Krakowie  | slalom równoległy | 3       |
| Paulina Woźniak          | AZS Warszawa               | snowboardcross    | 7       |

- Trener:  Władysław Ligocki
- Trener:  Michał Sitarz
- Trener:  Marcin Sitarz

* - Paulina Ligocka zakwalifikowała się do finału ale nie wystartowała. Złamała rękę w trakcie treningu przed zawodami.

### Łyżwiarstwo szybkie
| Zawodnik                                                   | Uczelnia                     | Konkurencja             | Miejsce |
| Zbigniew Bródka                                            | Politechnika Opole           | 100 metrów              | 20      |
| Zbigniew Bródka                                            | Politechnika Opole           | 500 metrów              | 20      |
| Zbigniew Bródka                                            | Politechnika Opole           | 1000 metrów             | 20      |
| Sławomir Chmura                                            | Szkoła Wychowania Fizycznego | 5000 metrów             | 4       |
| Roland Cieślak                                             | AZS Kraków                   | 500 metrów              | 26      |
| Roland Cieślak                                             | AZS Kraków                   | 1500 metrów             | 18      |
| Hanna Cudzich-Chowaniec                                    | AZS Kraków                   | 500 metrów              | 23      |
| Hanna Cudzich-Chowaniec                                    | AZS Kraków                   | 1000 metrów             | 26      |
| Hanna Cudzich-Chowaniec                                    | AZS Kraków                   | 1500 metrów             | 29      |
| Hanna Cudzich-Chowaniec                                    | AZS Kraków                   | 3000 metrów             | 21      |
| Natalia Czerwonka                                          | AZS Kraków                   | 100 metrów              | 17      |
| Natalia Czerwonka                                          | AZS Kraków                   | 500 metrów              | 21      |
| Natalia Czerwonka                                          | AZS Kraków                   | 1000 metrów             | 19      |
| Natalia Czerwonka                                          | AZS Kraków                   | 1500 metrów             | 23      |
| Sebastian Druszkiewicz                                     | AZS Warszawa                 | 1500 metrów             | 11      |
| Robert Kustra                                              | AZS Kraków                   | 5000 metrów             | 15      |
| Robert Kustra                                              | AZS Kraków                   | 10000 metrów            | 14      |
| Konrad Niedźwiedzki                                        | AZS Kraków                   | 1000 metrów             | 2       |
| Konrad Niedźwiedzki                                        | AZS Kraków                   | 1500 metrów             | 2       |
| Ewelina Przeworska                                         | AZS Kraków                   | 100 metrów              | 19      |
| Ewelina Przeworska                                         | AZS Kraków                   | 500 metrów              | 22      |
| Ewelina Przeworska                                         | AZS Kraków                   | 1000 metrów             | 21      |
| Ewelina Przeworska                                         | AZS Kraków                   | 1500 metrów             | 20      |
| Ewelina Przeworska                                         | AZS Kraków                   | 3000 metrów             | 20      |
| Piotr Puszkarski                                           | AZS Kraków                   | 100 metrów              | 17      |
| Piotr Puszkarski                                           | AZS Kraków                   | 500 metrów              | 22      |
| Piotr Puszkarski                                           | AZS Kraków                   | 1500 metrów             | 23      |
| Mateusz Stasiowski                                         | AZS Kraków                   | 500 metrów              | 18      |
| Mateusz Stasiowski                                         | AZS Kraków                   | 1000 metrów             | 27      |
| Jan Szymański                                              | AZS Kraków                   | 5000 metrów             | 12      |
| Jan Szymański                                              | AZS Kraków                   | 10000 metrów            | 8       |
| Luiza Złotkowska                                           | AZS Kraków                   | 1500 metrów             | 6       |
| Luiza Złotkowska                                           | AZS Kraków                   | 3000 metrów             | 3       |
| Luiza Złotkowska                                           | AZS Kraków                   | 5000 metrów             | 3       |
| Konrad Niedźwiedzki Sławomir Chmura Sebastian Druszkiewicz |                              | bieg drużynowy mężczyzn | 1       |
| Luiza Złotkowska Ewelina Przeworska Natalia Czerwonka      |                              | bieg drużynowy kobiet   | 3       |

- Trener:  Paweł Abratkiewicz
- Trener:  Ewa Białkowska
- Trener:  Eligiusz Grabowski
- Trener:  Krzysztof Niedźwiecki
- Fizjoterapeuta:  Arkadiusz Skoneczny

### Skoki narciarskie
| Zawodnik                                        | Uczelnia                     | Konkurencja         | Miejsce |
| Marcin Bachleda                                 | Politechnika Opole           | indywidualnie K 90  | 2       |
| Marcin Bachleda                                 | Politechnika Opole           | indywidualnie K 120 | 10      |
| Tomasz Pochwała                                 | Szkoła Wychowania Fizycznego | indywidualnie K 90  | 21      |
| Tomasz Pochwała                                 | Szkoła Wychowania Fizycznego | indywidualnie K 120 | 28      |
| Tomisław Tajner                                 | AZS Kraków                   | indywidualnie K 90  | 18      |
| Tomisław Tajner                                 | AZS Kraków                   | indywidualnie K 120 | 11      |
| Marcin Bachleda Tomasz Pochwała Tomisław Tajner |                              | konkurs drużynowy   | 4       |

- Trener:  Zbigniew Byrdy

W kadrze znajdował się także Rafał Śliż. Został jednak powołany na mistrzostwa świata w Libercu.